# Torre Club Alemán
La Torre Club Alemán es un importante edificio de oficinas que se encuentra en Avenida Corrientes 327, en la ciudad de Buenos Aires, Argentina.
El proyecto corresponde al estudio Mario Roberto Álvarez y Asociados, ganador del concurso celebrado por el Club Alemán de Buenos Aires, que buscaba su nueva sede social (incluyendo un salón de fiestas), pero también un nuevo espacio para el Instituto Goethe, y varios pisos de oficinas para alquilar.
El terreno elegido se encontraba en la zona del microcentro porteño, y era relativamente angosto, por lo cual el diseño tomó gran verticalidad. El edificio está compuesto por cuatro subsuelos (sala de máquinas y tres niveles de estacionamiento para 150 vehículos en total); una planta baja sobre un podio que ocupa todo el ancho del terreno, y que cuenta con accesos separados para el Instituto Goethe y los niveles de oficinas, y un local comercial; un basamento, que aloja al Instituto; dieciocho niveles de oficinas de alquiler desarrollados en torre, y los cinco últimos pisos reservados para el Club Alemán.

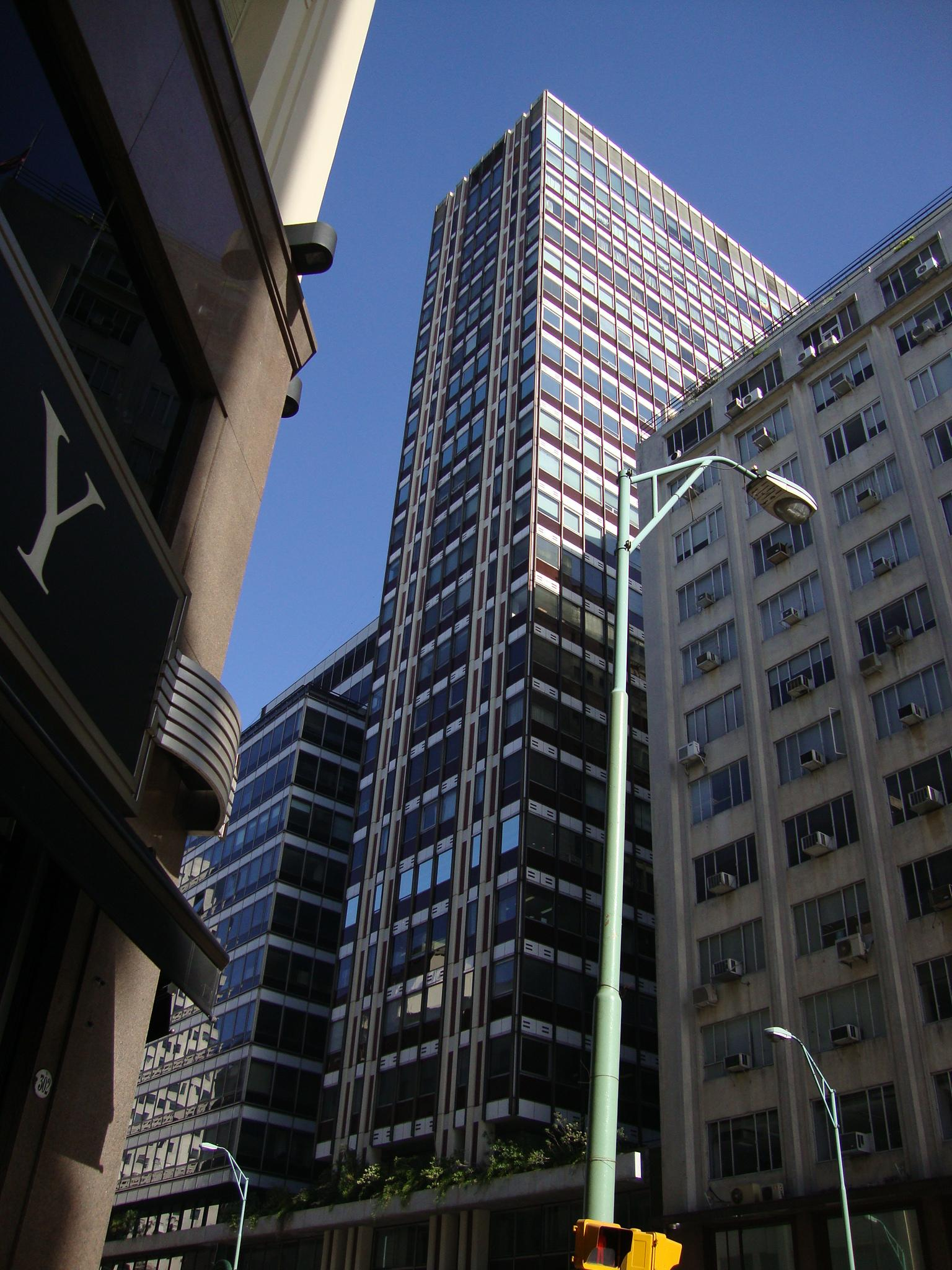
Vista actual.

La torre del Club Alemán se construyó rápidamente, entre 1970 y 1972, y “el concepto general de la estructura es el de una serie de láminas con dos grandes voladizos laterales sostenidas por dos vigas dobles apoyadas en seis columnas interiores, un pórtico frontal y una caja estructural posterior que contiene los ascensores” La fachada es un courtain wall de perfiles de aluminio y vidrio, con placas de color bordó.
Posteriormente, en una segunda etapa, Álvarez proyectó un segundo edificio de menor altura, que comparte el podio de la planta baja, pero solo once pisos altos.